# Операција Ханибал
Операција Ханибал је била немачка војна операција која је покренута током Другог светског рата, у јануару 1945. Главни циљ операције је било извлачење немачких војника и цивила из Источне Пруске, Курландије и Пољског коридора.

## Позадина
Средином јануара совјетске трупе покрећу офанзиву са циљем заузимања Источне Пруске. Дана 23. јануара 1945. адмирал Карл Дениц је наредио Оскару Кумецу и адмиралу Конраду Енгелхарту да направе план евакуације и спроведу га. Кодно име ове операције било је Ханибал.

## Реализација
Месеца јануара ка Гдањску су ишли бродови Gustloffom, Hansa, Hamburg , Deutschland и Cap Arcona, сви предратни путнички бродови за јефтина крстарења немачких радника. И том приликом брод Gustloffom који је превозио 10 000 цивила, рањеника и припадника Вермахта потопљен је 30. јануара 1945. од стране совјетске подморнице C-13.
Фебруара месеца совјетска подморница C-13 потопила је 9. фебруара 1945. године теретни брод Steuben на коме се налазило 3000 лица.
Марта месеца група пловила коју су чинили ратни брод Адмирал Шер, три разарача и Т-36, бранила је немачки мостобран код Волина и том приликом је евакуисано преко 75 000 избеглица.
Од 1. до 8. маја 1945. године малим транспортним и ратним пловилима евакуисано је 150 000 особа. Том приликом један од тих мањих ратних Т-36 страдао од мине. Задњи конвој је кренуо 8. маја 1945. године и он је превозио 15 000 људи. Задњих 300 евакуисаних заробљено је од стране Црвене армије.

## Губици
Током петнаесто недељне операције Ханибал (23. јануара - 8. мај 1945) немачка страна изгубила је велике бродове попут Goya, Wilhelm Gustloff, и General von Steuben, као и 158 мањих трговачких бродова.